# Krepšinio klubas Nafta Mažeikiai
Il K.K. Nafta Mažeikiai è stata una società cestistica avente sede nella città di Mažeikiai, in Lituania. Fondata nel 1996, ha giocato nel campionato lituano fino al 2004, quando a causa di problemi finanziari ha dichiarato bancarotta.